# Planten un Blomen

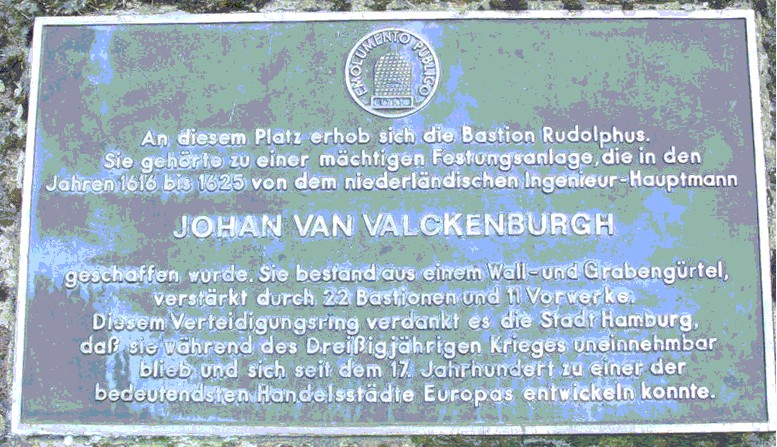
Placa conmemorativa de Johan van Valckenburgh, constructor del Wallanlagen 1616–25

Planten un Blomen es un parque y jardín botánico de unas 47 Hectáreas de extensión en el corazón de Hamburgo, Alemania. El nombre que tiene es en dialecto plattdeutsch que corresponde al alemán culto: „Pflanzen und Blumen“ (Plantas y Flores). El fundador y primer director del Botanischen Gartens (Jardín Botánico) en el « Hamburger Wallanlagen » (Muros de terraplén de Hamburgo), fue Johann Georg Christian Lehmann, quién plantó el 6 de noviembre de 1821 un Plátano de Indias, el primer árbol del parque, el cual aún permanece vivo actualmente en la entrada de la estación de tren Dammtor.
El parque es parte de un curso verde en arco junto a las estructuras aterraplenadas existentes alrededor del centro de la ciudad de Hamburgo y sigue los desniveles del terraplén existente en el siglo XIX. 
El curso verde limita al "Binnenalster" por allí, entre Verbindungsbahn y Esplanade, desde el parque Gustav Mahler a la antigua puerta de la ciudad Dammtor. Desde aquí se encuentra en el actual "Planten un Blomen" parte del Antiguo Jardín Botánico Alten Botanischen Gartens y el parque anular de los terraplenes « Wallringpark » (con los terraplenes grande y pequeño ) hasta la puerta Millerntor y más allá la calle en el "Alter Elbpark", con la colina que domina el río Elba y los embarcaderos junto a Stintfang. 